# Alexej Jakovlevič Červoněnkis
Alexej Jakovlevič Červoněnkis (rusky Алексей Яковлевич Червоненкис; 7. září 1938 – 22. září 2014) byl sovětský a ruský matematik, statistik pracující v oboru strojového učení. Spolu s Vladimirem Naumovičem Vapnikem vytvořil Vapnikovu-Červoněnkisovu teorii, která popisuje strojové učení z pohledu statistiky.
V roce 1987 získal státní cenu Sovětského svazu.
Dne 21. září 2014 se vydal na procházku po národním parku Losí ostrov u Moskvy, v noci zavolal rodině, že se ztratil, a nalezen byl až 23. září poblíž Mytišči, již mrtvý.